# Sebacina concrescens
Sebacina concrescens är en svampart som först beskrevs av Ludwig David von Schweinitz, och fick sitt nu gällande namn av P. Roberts 2003. Sebacina concrescens ingår i släktet Sebacina och familjen Sebacinaceae.   Inga underarter finns listade i Catalogue of Life.